# Tutti in piedi!
Signori entra il lavoro. Tutti in piedi, nota come Tutti in piedi, è stato un evento televisivo trasmesso in streaming su Internet, su diverse emittenti TV locali e nazionali, e sul canale satellitare current TV, il 17 giugno 2011 in occasione della festa dei 110 anni del sindacato dei lavoratori metalmeccanici FIOM. L'evento, realizzato in collaborazione con FIOM, è stato condotto da Michele Santoro, Serena Dandini e Vauro.
Davanti a un pubblico di 25 000 persone, nel parco di Villa Angeletti a Bologna, l'evento ha avuto come tema centrale il lavoro, raccontato in particolare da cittadini che vivono in condizione di instabilità economica e personale a causa di un mercato del lavoro ritenuto sempre più flessibile e meno tutelato.
L'evento ha seguito il modello multipiattaforma di emittenti TV locali e Web del precedente Raiperunanotte, a suo tempo ideato e condotto sempre da Santoro per aggirare la sospensione della messa in onda dei talk show politici della RAI per le elezioni regionali del 2010. Come Raiperunanotte anche Tutti in piedi si è avvalso delle sottoscrizioni volontarie di 2,5 euro (o superiori) da parte dei telespettatori.
I dati aggregati sugli ascolti TV hanno rivelato uno share complessivo del 30,1% (6 milioni 910 000 spettatori) nella fascia di prima serata, ed uno share del 42,3% (4.058.000) nella fascia di seconda serata.
L'evento ha ospitato Roberto Benigni, Elisa Anzaldo, Maurizio Landini, Max Paiella (nei panni di Augusto Minzolini), Marco Travaglio, Subsonica, Maurizio Crozza, Daniele Silvestri, Antonio Ingroia.